# Cung điện Clam-Gallas
Cung điện Clam-Gallas (tiếng Séc: Clam-Gallasův palác, hay Clam-Gallasovský palác) là một cung điện mang phong cách kiến trúc Baroque, tọa lạc ở đường Husova, Phố cổ Praha, Cộng hòa Séc. Cung điện này có tên trong danh sách các di tích văn hóa của Cộng hòa Séc.

## Lịch sử
Trong giai đoạn 1714 - 1718, công trình này được xây dựng theo phong cách kiến trúc Baroque dựa theo bản thiết kế của kiến trúc sư nổi tiếng người Áo Johann Bernhard Fischer von Erlach. Chủ nhân đầu tiên của cung điện này là Bá tước Johann Wenzel von Gallas (một nhà quân sự và nhà ngoại giao người Áo). Năm 1757, cung điện này được chuyển giao cho người thừa kế là Kristian Filip von Clam (gia tộc Clam là bên thông gia của gia tộc Gallas).
Vào cuối thế kỷ 18, cung điện Clam-Gallas là nơi tổ chức các buổi hòa nhạc nổi tiếng với sự góp mặt của các nhà soạn nhạc huyền thoại như Mozart và Beethoven.
Cung điện thuộc sở hữu của nhà nước từ năm 1945. Hiện nay, khuôn viên cung điện được sử dụng làm nơi tổ chức các buổi hòa nhạc, triển lãm và lễ hội.